# Science des sols
Cet article court présente un sujet plus développé dans : Pédologie (géoscience) et Édaphologie.
La science des sols, traduction de l'anglais soil science, est l'ensemble des disciplines scientifiques concernant les sols de la surface terrestre.
Les deux branches principales de la science des sols sont :
- la pédologie, qui étudie la formation (pédogenèse) et l'évolution des sols ;
- l'édaphologie, qui étudie l'influence des sols sur les êtres vivants, particulièrement en tant qu'habitats naturels pour les végétaux (l'agrologie portant plus spécifiquement sur l'étude des seuls sols agricoles).

Le congrès mondial des sciences du sol est quadriannuel depuis le début du XXe siècle. Plus de 3 000 participants sont venus en août 2022 à Glasgow.